# Semeiochernes
Genre
Semeiochernes est un genre de pseudoscorpions de la famille des Chernetidae.

## Distribution
Les espèces de ce genre se rencontrent en Amérique du Sud et en Amérique centrale.

## Liste des espèces
Selon Pseudoscorpions of the World (version 3.0) :
- Semeiochernes armiger (Balzan, 1892)
- Semeiochernes extraordinarius Beier, 1954
- Semeiochernes militaris Beier, 1932

## Publication originale
- Beier, 1932 : Pseudoscorpionidea II. Subord. C. Cheliferinea. Tierreich, vol. 58, p. 1-294.